# Estación de Llíria (Metrovalencia)
Llíria es una estación de la línea 2 de Metrovalencia. Se encuentra al sur de la localidad de Liria, en la calle Juan Izquierdo. Dispone de 2 vías destinadas a la parada de trenes que presten servicio de viajeros.
Por obras de duplicación de vía en Fuente del Jarro, del 28 de marzo al 24 de diciembre de 2024, permaneció suspendido el servicio en el tramo Llíria-Paterna.